# Tetrazygia cornifolia
Tetrazygia cornifolia là một loài thực vật có hoa trong họ Mua. Loài này được (Desr.) Griseb. miêu tả khoa học đầu tiên năm 1860.